# 佐藤恵美 (俳優)
佐藤 恵美（さとう えみ、1969年11月30日。 - ）は日本の元アイドル・歌手、女優。埼玉県出身。血液型B型。所属事務所はフロムサイドプロモーション → 廣済堂プロダクション。

## 来歴・人物
- 血液型はB型[1]。兄と弟がいる[1]。
- 地元・埼玉で、最初に所属することになる事務所の社長に道を尋ねられる形でスカウトされる[1]。
- 渡辺裕美の芸名でモデルをはじめる。雑誌モモコクラブのグラビアにも登場。
- TBS連続ドラマ毎度おさわがせします2のクラスの美少女谷川由美子役で注目を浴びる。歌手デビュー前から話題になった。
- VAPより夏・体験物語2の挿入歌、「キャンバスの恋人」でポスト菊池桃子としてアイドル歌手デビュー。キャッチフレーズは「可愛さ、たった日本一」だった。夏・体験物語2放映前の段階ではレギュラーの女性アイドル中、最もファンレターの数が多かったため、同日デビュー予定だった藤井一子は発売日を延期し戦略を練り直した。実際、夏・体験物語2では本人主演の回が全話中最高視聴率であり、毎度おさわがせします3にも出演が内定していたが、映画出演を優先したため降板。更にショートヘアにしてファンが離れてしまい、低迷した。
- Vシネマ「女死刑囚」ではヌードを披露。
- 歌手廃業後は、女優を中心に活動したが、現在は引退。
- 2016年7月20日アイドル歌手時代の全発売音源を収録したベストCD盤「コンプリート・シングルス キャンバスの恋人」を発売。（ほとんどの曲初CD化）

## 出演

### テレビドラマ
- 毎度おさわがせします2（TBS、1985年）
- 夏・体験物語2（TBS、1986年）
- 光戦隊マスクマン（テレビ朝日、1987年）マリナ 役
- 月曜ドラマランド「みんなあげちゃう」（フジテレビ、1987年）主演・間宮悠乃
- 花のあすか組! 第1話「少女戦国にあらし吹く!」（フジテレビ、1988年）井上幸子 役
- 世界忍者戦ジライヤ（テレビ朝日、1988年）マイラ 役

### バラエティー
- カックラキン決定版!（日本テレビ、1986年）

### レコード
シングル
1. キャンバスの恋人／トムは8月の海で　（VAPレコード、1986年6月25日）
2. ピカソガール／秘密の小説　（VAPレコード、1986年11月21日）
3. ギャッピー／泣きながらRoger　（VAPレコード、1987年7月10日）

### CD
ベストアルバム
1. コンプリート・シングルス キャンバスの恋人 (ウルトラ ヴァイヴ、2016年7月20日）

《収録曲》
1. キャンバスの恋人　TBS系連続ドラマ『夏・体験物語2』挿入歌
作詞:秋元康、作曲:林哲司、編曲:山下正
2. トムは8月の海で
作詞:秋元康、作曲:林哲司、編曲:林哲司
3. ピカソガール　『旭化成』TV-CMソング
作詞:竹花いち子、作曲:佐藤健、編曲:入江純
4. 秘密の小説
作詞:秋元康、作曲:吉見明宏、編曲:船山基紀
5. ギャッピー　『ギャッピーパルビアン』イメージソング
作詞:阿久悠、作曲:三木たかし、編曲:大谷和夫
6. 泣きながらRoger
作詞:阿久悠、作曲:三木たかし、編曲:大谷和夫
7. ギャッピー（カラオケ）
8. 泣きながらRoger (カラオケ）

### 映画・Vシネマ
- 本場ぢょしこうマニュアル 初恋微熱篇（東映、1987年）
- 邪願霊（1988年）
- 女死刑囚（1990年）

### CM
- 松下電器「MSXパソコン キングコング」（1985年）
- 旭化成ハマナカ手芸糸　（現・ハマナカ株式会社・1985年）

### 写真集
- 「Again」（1988年）
- 「EVER」（1989年）